# Kanton Buzançais
Kanton Buzançais (francouzsky Canton de Buzançais) je francouzský kanton v departementu Indre v regionu Centre-Val de Loire. Tvoří ho 11 obcí.

## Obce kantonu
- Argy
- Buzançais
- La Chapelle-Orthemale
- Chezelles
- Méobecq
- Neuillay-les-Bois
- Saint-Genou
- Saint-Lactencin
- Sougé
- Vendœuvres
- Villedieu-sur-Indre